# Hans Dütting
Hans (Johann) Caspar Dütting (* 27. Dezember 1903 in Horst bei Gelsenkirchen; † 7. Dezember 1966 in Essen-Rüttenscheid) war ein deutscher Bergwerksdirektor und Funktionär des Deutschen Alpenvereins (DAV).

## Leben
Dütting war der Sohn des Bergassessors Christian Dütting, der zwischen 1899 und 1905 die Zeche Nordstern in Horst leitete.
Hans Dütting besuchte das Realgymnasium in Gelsenkirchen mit der Reifeprüfung im Jahr 1922. Er studierte danach Bergbau an der Bergakademie Clausthal und an der Technischen Universität Berlin, wo er am 15. Dezember 1926 den Abschluss als Diplom-Ingenieur der Fachrichtung Bergbau erhielt.
Er war zunächst als Hilfs- und Reviersteiger tätig und ab 18. Januar 1927 Bergreferendar in unterschiedlichen Berginspektionen. Am 12. Juni 1930 wurde er nach Prüfung für den höheren Staatsdienst Bergassessor und arbeitete zu dieser Zeit in der Gelsenkirchener Bergwerks-Aktiengesellschaft (GBAG) als Grubenaufsichtsbeamter und Direktionsassistent der Gruppe Gelsenkirchen. Zum 1. April 1933 trat er der NSDAP bei (Mitgliedsnummer 1.727.606). 1934 wurde er Betriebsinspektor der Zeche Holland.
1936 wurde Hans Dütting Betriebsdirektor und Bergwerksdirektor der Essener Zeche Zollverein. 1942 erfolgte seine Ernennung zum Vorstandsmitglied und Leiter der Gruppe Gelsenkirchen der GBAG. Es folgte ein zweijährige Tätigkeit als Vorstandsvorsitzender der Rhein-Elbe-Bergwerks AG, die aus einer Umgruppierung der Gelsenkirchener Bergwerks-AG entstand. Bei letzterer war er von 1957 bis zu seinem Tod Vorstandsvorsitzender sowie Vorstandsmitglied des Unternehmensverbands Ruhrbergbau. Zudem war er Vorsitzender des Aufsichtsrates der Ruhrkohle AG.
In seiner Freizeit war der passionierte Bergsteiger Hans Dütting im Deutschen und Österreichischen Alpenverein (DuOeAV), der sich 1938 in Deutschen Alpenverein (DAV) umbenannte, aktiv. Er trat 1932 der Sektion Essen des DuOeAV bei. Von 1950 bis 1955 war er Erster Vorsitzender der Sektion Essen des DAV und danach bis zu seinem Tod 1966 Zweiter Vorsitzender. Ferner wurde er 1953 Mitglied des DAV-Hauptvorstandes und war von 1955 bis 1960 Dritter Vorsitzender und von 1960 bis zu seinem Tod Erster Vorsitzender des DAV.
Dütting wurde auf dem Friedhof Bredeney in Essen beigesetzt.